# Виноградовка (Пятихатский район)
Виноградовка (укр. Виноградівка) — село,
Виноградовский сельский совет,
Пятихатский район,
Днепропетровская область,
Украина.
Код КОАТУУ — 1224588501. Население по переписи 2001 года составляло 509 человек .
Является административным центром Виноградовского сельского совета, в который, кроме того, входят сёла
Запорожье,
Сухановка и
Чистополь.

## Географическое положение
Село Виноградовка находится на расстоянии в 0,5 км от села Запорожье и в 1,5 км от села Трудолюбовка.
По селу протекает пересыхающий ручей с запрудами.

## История
- В 1925 году село основали переселенцы из Комиссаровки и Чистополя.

## Экономика
- «Виноградовское», ООО.

## Объекты социальной сферы
- Школа.
- Детский сад.
- Фельдшерско-акушерский пункт.
- Дом культуры.